# Microphthalma ascita
Microphthalma ascita är en tvåvingeart som beskrevs av Henry J. Reinhard 1953. Microphthalma ascita ingår i släktet Microphthalma och familjen parasitflugor. Inga underarter finns listade i Catalogue of Life.